# Saison 1994-1995 de l'USM Blida
Maillots
Chronologie
Saison précédente Saison suivante
La saison 1994-1995 de l'Union sportive musulmane de Blida est la 11e saison du club en première division du championnat d'Algérie. Le club prend part au championnat d'Algérie et à la Coupe d'Algérie.
Le championnat d'Algérie débute le 11 septembre 1994, avec la première journée de Division 1, pour se terminer le 22 juin 1995 avec la dernière journée de cette même compétition. L'USMB se classe troisième du championnat.

## Compétitions

### Championnat

#### Rencontres
Le tableau ci-dessous retrace dans l'ordre chronologique les 33 rencontres officielles jouées par l'USM Blida durant la saison. Le club blidéen participe aux 30 journées du championnat, ainsi qu'à trois rencontres de Coupe d'Algérie. Les buteurs sont accompagnés d'une indication entre parenthèses sur la minute de jeu où est marqué le but et, pour certaines réalisations, sur sa nature (penalty ou contre son camp). Le bilan général de la saison est de 10 victoires, 13 matchs nuls et 7 défaites.
| Date              | J           | Adversaire       | Lieu | Résultat | Buteur(s) pour l'USM Blida                                    | Buteur(s) pour l'adversaire |
| MATCHS ALLER      |             |                  |      |          |                                                               |                             |
| 12 septembre 1994 | 1re journée | NA Hussein Dey   | Ext. | 1-1      | Mourad Hamiti 67e                                             | Samir Alliche 11e           |
| 22 septembre 1994 | 2e journée  | JS Bordj Menaiel | Dom. | 1-1      | Mustapha Chambit 88e                                          | Amirou 7e                   |
| 26 septembre 1994 | 3e journée  | MC Alger         | Ext. | 3-3      | Hakim Zane 33e, Chambet 35e, Kaci-Saïd 45e                    | Aït Tahar 2e 60e, Maza 30e  |
| 17 octobre 1994   | 4e journée  | ASO Chlef        | Dom. | 2-2      | Réda Zouani ?, Kaci-Saïd ?                                    | ?                           |
| 20 octobre 1994   | 5e journée  | CS Constantine   | Ext. | 2-1      | Kaci-Saïd ?                                                   | ?                           |
| 27 octobre 1994   | 6e journée  | WA Boufarik      | Dom. | 1-1      | Menni Zeggaï ?                                                | ?                           |
| 31 octobre 1994   | 7e journée  | GC Mascara       | Ext. | 0-2      | Menni Zeggaï ?, Mahdaoui ?                                    | ?                           |
| 3 novembre 1994   | 8e journée  | JS Kabylie       | Dom. | 0-0      | -                                                             | -                           |
| 17 novembre 1994  | 9e journée  | CR Belcourt      | Ext. | 0-1      | Menni Zeggaï 2e                                               | -                           |
| 21 novembre 1994  | 10e journée | WA Tlemcen       | Dom. | 1-1      | Kaci-Saïd ?                                                   | ?                           |
| 28 novembre 1994  | 11e journée | MC Oran          | Ext. | 2-2      | Kaci-Saïd ?, Chambet ?                                        | ?                           |
| 1er décembre 1994 | 12e journée | US Chaouia       | Dom. | 1-1      | Kaci-Saïd ?                                                   | ?                           |
| 8 décembre 1994   | 13e journée | AS Ain M'lila    | Ext. | 1-0      | -                                                             | ?                           |
| 22 décembre 1994  | 14e journée | CA Batna         | Ext. | 1-0      | -                                                             | ?                           |
| 29 décembre 1994  | 15e journée | USM El Harrach   | Dom. | 1-0      | Mourad Hamiti 30e                                             | -                           |
| MATCHS RETOUR     |             |                  |      |          |                                                               |                             |
| 12 janvier 1995   | 16e journée | NA Hussein Dey   | Dom. | 4-1      | Kaci-Saïd 19e (pen.), Billal Zouani 76e, 84e, Réda Zouani 88e | Samir Alliche 74e           |
| 26 janvier 1995   | 17e journée | JS Bordj Menaiel | Ext. | 3-1      | Billal Zouani ?                                               | ?                           |
| 30 janvier 1995   | 18e journée | MC Alger         | Dom. | 0-0      | -                                                             | -                           |
| Jeudi 9 mars 1995 | 19e journée | ASO Chlef        | Ext. | 2-3      | Chambet 21e, 55 , Bouchakour 26                               | Ardjaoui 10, 42             |
| 16 mars 1995      | 20e journée | CS Constantine   | Dom. | 0-0      | -                                                             | -                           |
| 20 mars 1995      | 21e journée | WA Boufarik      | Ext. | 3-0      | -                                                             | ?                           |
| 30 mars 1995      | 22e journée | GC Mascara       | Dom. | 2-1      | Kaci-Saïd ?, Réda Zouani ?                                    | ?                           |
| 13 avril 1995     | 23e journée | JS Kabylie       | Ext. | 4-1      | Kaci-Saïd ?                                                   | ?                           |
| 1er mai 1995      | 24e journée | CR Belcourt      | Dom. | 1-0      | Réda Zouani ?                                                 | -                           |
| 15 mai 1995       | 25e journée | WA Tlemcen       | Ext. | 3-2      | Billal Zouani ?, Hakim Zane ?                                 | ?                           |
| 25 mai 1995       | 26e journée | MC Oran          | Dom. | 1-0      | Menni Zeggaï ?                                                | -                           |
| 8 juin 1995       | 27e journée | US Chaouia       | Ext. | 1-1      | Billal Zouani ?                                               | ?                           |
| 13 juin 1995      | 28e journée | AS Ain M'lila    | Dom. | 1-1      | Kamel Zane ?                                                  | ?                           |
| 15 juin 1995      | 29e journée | CA Batna         | Dom. | 2-0      | Billal Zouani ?, Menni Zeggaï ?                               | -                           |
| 22 juin 1995      | 30e journée | USM El Harrach   | Ext. | 2-1      | Billal Zouani ?, Mourad Hamiti ?                              | ?                           |

source ; le sport N°98 du samedi 11 mars 1995 page 6. crée les détails des matchs : chlef ;  stade boumezrag ,affluence nombreuse , arbitre : lamara , assisté de mm: benchenaa et el-ghelem ., avertissements : achour (aso) et hamiti (usmb) .* asochlef : nouioua , oudane , megharia , , m'hamedi , achour , talis , abbou , (bensalah) , ait mouloud , (nacef) , ardjaoui , benali , gueffaf . * entraineur : hammouni .*** usmb: hamouche , kribaza (selmi) , hamiti , allal , zane kamel , zane hakim , bouchakour , hamrouni , chambite , zouani rédha , mehdaoui . - entraineur : akli .

#### Classement final
Le classement est établi sur le barème de points suivant : une victoire vaut 2 points, un match nul 1 point et une défaite 0 point.
| Rang | Équipe           | Pts | J  | G  | N  | P  | Bp | Bc | Diff |
| ---- | ---------------- | --- | -- | -- | -- | -- | -- | -- | ---- |
| 1    | JS Kabylie       | 40  | 30 | 16 | 8  | 6  | 49 | 25 | +24  |
| 2    | MC Oran          | 35  | 30 | 13 | 9  | 8  | 42 | 28 | +14  |
| 3    | USM Blida        | 33  | 30 | 10 | 13 | 7  | 38 | 36 | +2   |
| 4    | WA Tlemcen       | 32  | 30 | 13 | 6  | 11 | 39 | 30 | +9   |
| 5    | US Chaouia T     | 31  | 30 | 11 | 9  | 10 | 39 | 22 | +17  |
| 6    | MC Alger         | 31  | 30 | 8  | 15 | 7  | 34 | 32 | +2   |
| 7    | CR Belouizdad C  | 30  | 30 | 14 | 2  | 14 | 33 | 29 | +4   |
| 8    | CS Constantine P | 30  | 30 | 12 | 7  | 11 | 24 | 27 | -3   |
| 9    | JS Bordj Menail  | 29  | 30 | 9  | 11 | 10 | 25 | 26 | -1   |
| 10   | AS Aïn M'lila    | 29  | 30 | 11 | 7  | 12 | 28 | 31 | -3   |
| 11   | CA Batna         | 29  | 30 | 11 | 7  | 12 | 22 | 29 | -7   |
| 12   | USM El Harrach   | 29  | 30 | 10 | 9  | 11 | 23 | 33 | -10  |
| 13   | WA Boufarik      | 28  | 30 | 10 | 8  | 12 | 31 | 34 | -3   |
| 14   | GC Mascara P     | 27  | 30 | 11 | 5  | 14 | 33 | 46 | -13  |
| 15   | NA Hussein Dey   | 25  | 30 | 8  | 9  | 13 | 33 | 48 | -15  |
| 16   | ASO Chlef P      | 21  | 30 | 6  | 9  | 15 | 30 | 39 | -9   |

Résultat
- Qualifié pour la Coupe des clubs champions 1996
- Qualifié pour la Coupe de la CAF 1996
- Qualifié pour la Coupe des coupes 1996

Relégation
- Relégation en Division 2

Abréviations
T : Tenant du titre

C : Vainqueur de la Coupe d'Algérie 1994-1995

P : Promus de Division 2

### Coupe d'Algérie

#### Rencontres
| Date                   | Tour          | Adversaire     | Stade (ville)                | Résultat | Buteurs pour l'USMB                            |
| 23 février 1995 14 h 0 | 32e de finale | MO Constantine | à béjaia                     | 1-0ap    | -                                              |
| 6 mars 1995 14 h 0     | 16e de finale | CNAS Oran      | Stade de Mostaganem          | 4-0      | Krebazza 26e, Hakim Zane 50e, Mahdaoui 60e 70e |
| 24 mars 1995 14 h 0    | 8e de finale  | US Chaouia     | Stade Habib-Bouakeul, (Oran) | 1-2      | Billal Zouani 85e                              |

## Effectif
- Effectif : Mohamed Hamouche, Mourad Hamiti, Salem, Zane Hakim, Zane Kamel, Mohamed Allag, Kamel Kaci-Said, Hamrouni, Boukhatem, Mustapha Chambet, Zouani Redha, Zouani Billal, Abdennour Krebaza, Merzak Ali-Messaoud, Hamiti, Salhi, Chergui, Abdellah Hadj, Boukhatem, Manâa
- Ent (aller) : Echouf
- Ent (retour) : Akli et Kaci-Said Mohamed

## Meilleurs buteurs
| Rang | Joueur              | Cham. | Coupe | Total |
| ---- | ------------------- | ----- | ----- | ----- |
| 1    | Kamel Kaci-Saïd     | 9     | -     | 9     |
| 2    | Billal Zouani       | 7     | 1     | 8     |
| 3    | Menni Zeggaï        | 5     | -     | 5     |
| 3    | Mahdaoui            | 3     | 2     | 5     |
| 4    | Réda Zouani         | 4     | -     | 4     |
| 4    | Mustapha Chambet    | 4     | -     | 4     |
| 5    | Mourad Hamiti       | 3     | -     | 3     |
| 5    | Hakim Zane          | 2     | 1     | 3     |
| 6    | Kamel Zane          | 1     | -     | 1     |
| 6    | Abdennour Krebazza  | 0     | 1     | 1     |
|      | But contre son camp | 0     | 0     | 0     |
|      | Total               | 38    | 6     | 44    |